# Toyota Corolla E10

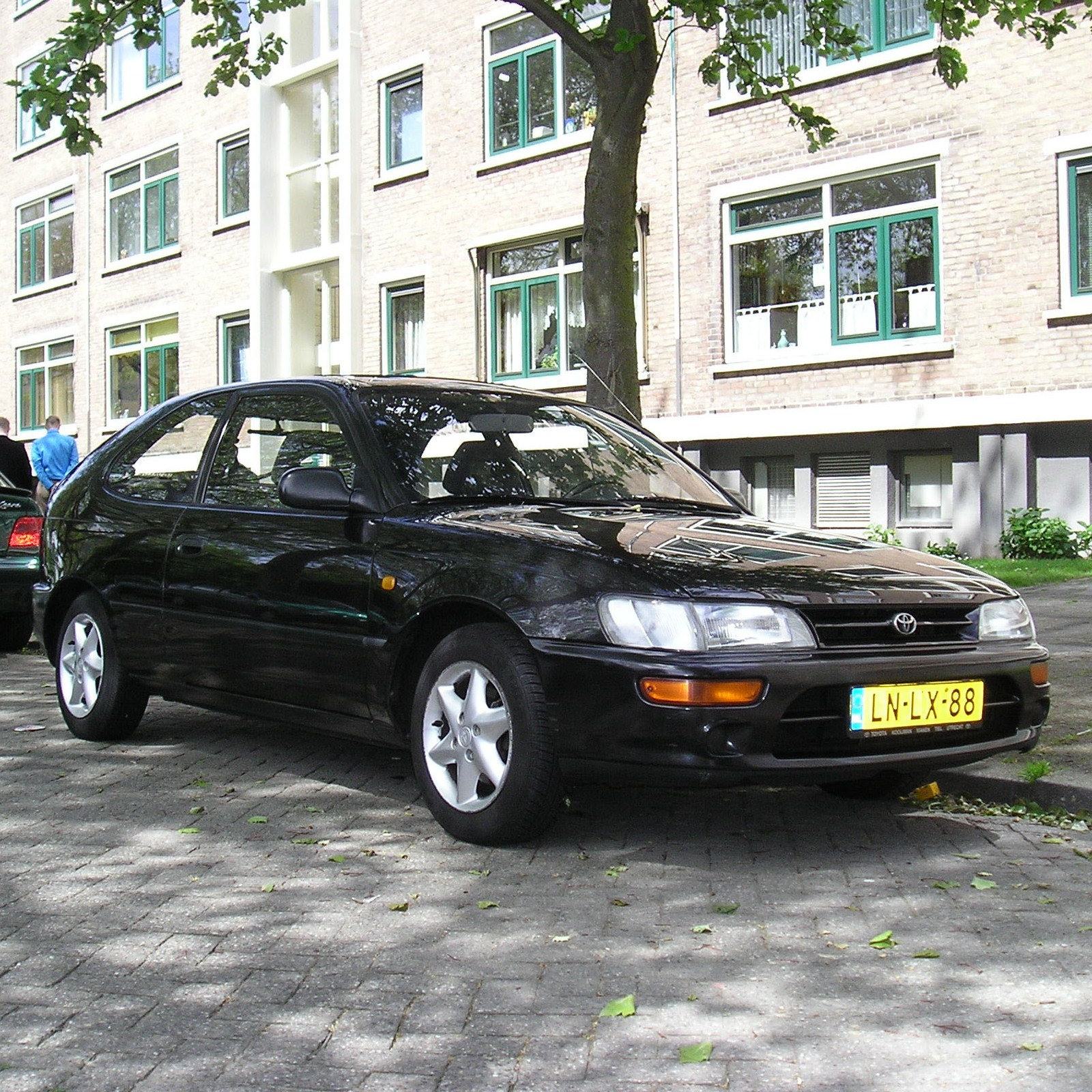
Een Toyota Corolla E10

De Toyota Corolla E10 (of E100) is de zevende generatie in de Toyota Corolla-modellenreeks.

## Geschiedenis
Deze generatie van de Toyota Corolla werd eind 1992 geïntroduceerd als opvolger van de Corolla E9 en werd gebouwd tot 1997.
De carrosserie werd ten opzichte van de voorgaande modellen drastisch veranderd, zodat de auto meer in de huisstijl van Toyota op dat moment lag, met veel vloeiende lijnen. 
Kenmerkend voor deze generatie, ten opzichte van de voorgaande Corolla's, is de schuin aflopende achterruit, waardoor de auto groter oogt.
Hoewel er een compleet nieuw platform was ontworpen, veranderde er op technisch gebied niet heel veel. Het motorenaanbod uit de vorige generatie werd iets doorontwikkeld, maar werd verder ongewijzigd overgenomen in de E10. Alleen de 4A-GE motor die in de E9-generatie nog de GTi versie had gemotoriseerd was niet meer leverbaar. Het onderstel maakte weer gebruik van MacPherson-ophanging rondom en de 5-versnellingsbak werd gehandhaafd.
In 1995 heeft de Corolla E10 een kleine (voor Toyota gebruikelijk na twee jaar) facelift ondergaan. Hierbij werden er kleine aanpassingen gedaan aan onder andere de bumpers en de grille en enkele minieme wijzigingen in het interieur. Het motorenaanbod bleef ongewijzigd, hoewel het vermogen van de 1300cc-motor afnam.
In 1997 werd de E10 opgevolgd door de achtste generatie Toyota Corolla, de E11.

## Carrosserievormen
In Nederland en België was de hatchback veruit de populairste carrosserievorm, leverbaar als 3- of als 5-deurs. Daarnaast waren er nog een 4-deurs sedan, een 5-deurs stationwagon en een 5-deur liftback leverbaar. De liftback was echter zo hoog geprijsd, dat voor hetzelfde geld ook een Toyota Carina aangeschaft kon worden. Van de liftback zijn daarom maar weinig exemplaren verkocht.
Een 4WD versie, zoals die bij de vorige generatie nog wel leverbaar was, werd niet meer opgenomen.
In andere leveringsgebieden buiten Europa werd er ook nog een coupéversie van de E10 aangeboden, welke beter bekendstond als de Levin.

## Motorisering
De motorisering bestond uit een 1.3 (motorcode 4E-FE) met 88 pk (66 kW). Na de facelift in 1995 werd dit vermogen terug geschroefd naar 75 pk (56 kW) na diverse veranderingen aan de motor. De motor kreeg daardoor echter wel meer trekkracht bij lagere toeren, wat gunstiger was voor het brandstofverbruik. Ook de 1.6 liter (motorcode 4A-FE) benzinemotor was weer van de partij en na een kleine doorontwikkeling t.o.v. de vorige generatie was het vermogen gegroeid naar 114 pk. Tevens was er de 2.0 diesel die 72 pk (54 kW) leverde.
Op de Japanse markt is er nog een bijzonder krachtige versie van de hatchback en coupémodellen verschenen met de 1.6 liter benzinemotor (motorcode 4A-GE), welke was doorontwikkeld tot een hoogtoerige 20V-variant die tot 160pk kon leveren.
Ook de 1.6 liter motor met supercharger (motorcode 4A-GZE) was in Japan nog leverbaar in de E10 met 165 pk. Op de Engelse, Franse en Amerikaanse markt was de Corolla ook leverbaar met een 1.8 liter benzinemotor.

## Uitrusting
De verschillende uitrustingsniveaus van de Corolla werden omschreven met een lettercombinatie, welke achter op de auto weergegeven was. 
Voor de instapmodellen werd daarop een uitzondering gemaakt, dit waren de "friend" en "spirit". De volgende klasse was de XLi. De wat luxere modellen gingen als GXi door het leven. Voor Nederland introduceerde importeur Louwman een sportiever model, dat als GTSi door het leven ging. De GTSi was echter alleen uiterlijk afwijkend met side-skirts, spoilers en een sportinterieur. Motorisch moest hij het doen met de "gewone" 1.6 4AFE motor.